# Shepway
Folkestone & Hythe, vroeger: Shepway, is een Engels district in het shire-graafschap (non-metropolitan county OF county) Kent en telt 113.000 inwoners. De oppervlakte bedraagt 357 km².
Van de bevolking is 20,1% ouder dan 65 jaar. De werkloosheid bedraagt 3,4% van de beroepsbevolking (cijfers volkstelling 2001).

## Civil parishesin district Folkestone & Hythe
Acrise, Brenzett, Brookland, Burmarsh, Dymchurch, Elham, Elmsted, Folkestone, Hawkinge, Hythe, Ivychurch, Lydd, Lyminge, Lympne, Monks Horton, New Romney, Newchurch, Newington, Old Romney, Paddlesworth, Postling, Saltwood, Sandgate, Sellindge, Snargate, St. Mary in the Marsh, Stanford, Stelling Minnis, Stowting, Swingfield. 